# 258 Tyche
Tyche /ˈtaɪkiː/ (định danh hành tinh vi hình: 258 Tyche) là một tiểu hành tinh tương đối lớn, thuộc kiểu quang phổ S, ở vành đai chính. Ngày 4 tháng 5 năm 1886, nhà thiên văn học người Đức Karl T. R. Luther phát hiện tiểu hành tinh Tyche khi ông thực hiện quan sát tại Đài quan sát Düsseldorf-Bilk và đặt tên nó theo tên Tyche, nữ thần may mắn trong thần thoại Hy Lạp, tương đương với nữ thần Fortuna trong thần thoại La Mã.
Tyche di chuyển theo quỹ đạo rất gần các tiểu hành tinh họ Eunomia và căn cứ trên thành phần cấu tạo thì đáng lẽ nó phải thuộc nhóm này. Tuy nhiên, nó lớn hơn mọi tiểu hành tinh trong họ này, ngoại trừ tiểu hành tinh 15 Eunomia, và nằm ở sát cạnh bên ngoài của nhóm này; do đó có thể là nó chỉ xâm phạm vào quỹ đạo, mà không liên quan gì tới nhóm này.
Chưa biết chắc chắn về thời gian quay vòng của nó, người ta ước tính xê xích từ 9,983 tới 10,041 giờ.